# Jours de foot
Pour plus de détails, voir Fiche technique et Distribution.
Jours de foot (Días de fútbol) est un film espagnol réalisé par David Serrano sorti en 2003.
Avec plus de 2,5 millions de spectateurs, ce film fut l'un des grands succès commerciaux du cinéma espagnol.

## Synopsis
Jorge et ses amis sont des trentenaires qui s'ennuient. Ils décident de reformer l'équipe de football de leur enfance et participent à un tournoi local.

## Fiche technique
- Titre : Jours de foot
- Titre original : Días de fútbol
- Réalisation : David Serrano
- Scénario : Mischa Alexander, David Serrano et Jean van de Velde
- Musique : Miguel Malla
- Photographie : Kiko de la Rica
- Montage : Rosario Sáinz de Rozas
- Décors : Beatriz San Juan
- Costumes : Mar Alonso
- Production : Ghislain Barrois et Mohamed Khashoggi
- Société de production : Telespan 2000 et Estudios Picasso
- Pays :  Espagne
- Genre : Comédie
- Durée : 113 minutes
- Date de sortie : Espagne : 19 septembre 2003

## Distribution
- Alberto San Juan : Jorge
- Ernesto Alterio : Antonio
- Natalia Verbeke : Violeta
- Pere Ponce : Carlos
- Fernando Tejero : Serafín
- Roberto Álamo : Ramón
- Secun de la Rosa : Gonzalo
- Luis Bermejo : Miguel
- Nathalie Poza : Patricia
- María Esteve : Carla
- Lola Dueñas : Macarena
- Pilar Castro : Bárbara
- Diego Martin : Daniel
- Eva Santolaria : Lorena
- Daniel Rupérez : Pablito